# الحصة مقابل الجهد
الحصة مقابل الجهد، هي شكل فريد من أشكال التعويض المقدم في الشركات الناشئة، حيث يساهم المؤسسون والموظفون في العمل في الشركة مقابل نسبة مئوية من ملكية الشركة. كـ شكل من أشكال التعويض القائم على الحوافز الذي يكافئ الموظفين على عملهم الشاق وتفانيهم دون الحاجة إلى دفع مرتبات مباشرة لهم.
نشأ مفهوم الحصة مقابل الجهد؛ عندما افتقر مؤسسوا الشركات في كثير من الأحيان إلى الأموال اللازمة لدفع رواتب موظفيهم في بدايات تأسيس شركاتهم. من خلال عرض الأسهم في الشركة، يمكن للمؤسسين إغراء الأفراد الموهوبين للانضمام إلى فريقهم والمساعدة في بناء أعمالهم.

## الحصة مقابل الجهد في الشركات الخاصة في الولايات المتحدة
تشكل الشركات الخاصة في الولايات المتحدة 60% من صافي دخل الأعمال السنوي.  أظهرت البيانات الأخيرة أن الحصة مقابل الجهد في قطاع الأعمال الخاص يعادل 1.2 ضعف الناتج المحلي الإجمالي للولايات المتحدة.

## أسهم الحصة مقابل الجهد
أسهم الحصة مقابل الجهد: هي أسهم مخفضة تصدرها الشركة لموظفيها أو مديريها. يتم منح الأسهم مقابل قيمة مضافة من قبل الموظف أو المدير. تعتبر أسهم الأسهم المجهدة ضرورية عند إنشاء شركة ناشئة بكميات منخفضة من التمويل. 
يمكن استخدام أسهم الأسهم المجهدة كحافز لموظفي الشركة الناشئة وستخلق مجالًا أكثر تكافؤًا ضد الشركات الكبيرة. في شركة ناشئة تم تشكيلها كشركة، قد يحصل الموظفون على أسهم أو خيارات أسهم ، ليصبحوا مالكين جزئيين للشركة، مقابل قبول رواتب أقل من قيمهم السوقية (وهذا يشمل صفر أجور).  المصطلح المستخدم للإشارة إلى شكل من أشكال التعويض الذي تقدمه الشركات لأصحابها أو موظفيها.

### تقدير قيمة الجهد
هناك طرق عديدة لتقييم قيمة العرق. تتمثل إحدى طرق رأس المال الاستثماري لقياس رأس المال المجهد في النظر إلى الاستثمار النقدي الأولي لرائد الأعمال بالإضافة إلى أي شيء مضمون شخصيًا وتخصيص 20٪ منه كرأس مال للحصص مقابل الجهد. سوف يأخذ أصحاب رأس المال المغامر أيضًا في الاعتبار الصناعة التي تعمل فيها ومدى إمكانات النمو المتاحة. على الرغم من أن أصحاب رأس المال الاستثماري لديهم طريقتهم في فرز رأس المال المجهد الذي يتم جلبه إلى الشركة، فمن الضروري ملاحظة أن هذا العالم ليس مثاليًا.  لا توجد طرق لقياس تكافؤ الجهد. يجب طرح بعض الأشياء عند بذل الجهد في المساواة، وهي أهمية إبقاء الناس سعداء وعدم فقدان العلاقات. في بعض الأحيان، يكون تقسيم حقوق الملكية في شركة ما أمرًا حيويًا لاستمرارها، ويجب أخذ حقوق الملكية في الاعتبار. فكر في العمل الذي قام به صاحب العمل أو الشريك، وليس فقط القيمة النقدية المقدمة.

### المخاطر
مخاطر المساواة في الجهد تأتي مع مكافآت أكبر.  على سبيل المثال، يمكن للشخص الذي يرغب في الحصول على أجر أقل مقابل خيارات الأسهم أو الملكية في الشركة أن يكسب المزيد من المال لاحقًا. من الواضح أن هذا يأتي بمخاطر أعلى لأن الشركة قد لا تكون مربحة بعد لتدفع لك الأموال التي تأتي منها. ومع ذلك، يمكن لرجل الأعمال/المؤسس استخدام هذا كميزة لتحفيز موظفيه أو الموظفين الجدد الذين قد يحصلون على عروض من الشركات الكبرى.